# Марусино (Чишминський район)
Мару́сино (рос. Марусино, башк. Марусин) — присілок у складі Чишминського району Башкортостану, Росія. Входить до складу Аровської сільської ради.
Населення — 8 осіб (2010; 18 у 2002).
Національний склад:
- росіяни — 44 %